# 高橋貞洋
高橋貞洋（1959年10月7日—），前日本職業足球員，日本20歲以下足球代表隊成員。

## 俱乐部生涯
1982年，高橋貞洋在藤田工業开始足球生涯。1988年，引退。

## 日本國家足球隊
高橋貞洋参加了1979年世界青年錦標賽。